# Evropski nadzornik za varstvo podatkov
Evropski nadzornik za varstvo podatkov (EDPS, angleško European Data Protection Supervisor) je neodvisna institucija Evropske unije, ki kot nadzorni organ zagotavlja, da se pravice do zasebnosti in varstva osebnih podatkov spoštujejo in uresničujejo med institucijami in organi Evropske unije.
Uredba (EU) 2018/1725 določa dolžnosti in pooblastila Evropskega nadzornika za varstvo podatkov (poglavje VI) ter institucionalno neodvisnost ENVP kot nadzornega organa. Določa tudi pravila o varstvu podatkov v institucijah EU.
Wojciech Wiewiórowski je 6. decembra 2019 prevzel funkcijo evropskega nadzornika za varstvo podatkov. S skupnim sklepom Evropskega parlamenta in Sveta je bil imenovan za obdobje petih let.
Poglavitne dejavnosti so: nadzor, posvetovanje in sodelovanje.
Nadzornik skupaj s pomočnikom in lastnim uradom ter ostalimi organi in strokovnjaki s področja prava, informacijske tehnologije in administracije razvija strategije, smernice in standarde odličnosti za zagotavljanje zasebnosti in varstva podatkov v zakonodaji in praksi na mednarodnih, nacionalnih in institucionalnih ravneh.
|                   | Evropski nadzornik za varstvo podatkov EDPS                                           |
| Nadzornik:        | Wojciech Wiewiórowski                                                                 |
| Mandat:           | od 6. decembra 2019, za dobo 5 let                                                    |
| Sedež:            | Bruselj, Belgija                                                                      |
| Pristojnost:      | Evropska_unija                                                                        |
| Imenovanje:       | Evropska_komisija                                                                     |
| Odreditev:        | Evropski_parlament in Svet_Evropske_unije                                             |
| Temeljni listini: | Uredba (ES) št. 45/2001, Direktiva 95/46/ES Arhivirano 2016-06-13 na Wayback Machine. |
| Prvi nadzornik:   | Peter_Hustinx                                                                         |
| Ustanovitev:      | 17. januarja 2004                                                                     |
| Spletišče:        | edps.europa.eu                                                                        |

## Spletni viri
- Uradna spletna stran Evropskega nadzornika za varstvo osebnih podatkov (EDPS): O Evropskem nadzorniku za varstvo podatkov Arhivirano 2016-08-17 na Wayback Machine.